# Hervías
Hervías è un comune spagnolo di 149 abitanti situato nella comunità autonoma di La Rioja.